# Jan Krajhanzl
Jan Krajhanzl (* 28. srpna 1978) je český sociální a environmentální psycholog.

## Život
Vystudoval psychologii se specializací na sociální a klinickou psychologii (2004) a pak doktorské studium sociální psychologie (2010) na Filozofické fakultě Univerzity Karlovy v Praze. Odborně se zaměřuje kromě jiného na komunikaci ochrany přírody a životního prostředí směrem k veřejnosti, psychologické otázky kontaktu člověka s přírodou a chováním české veřejnosti v environmentálních otázkách. Působí na Katedře environmentálních studií Fakulty sociálních studií Masarykovy univerzity v Brně.
Pravidelně spolupracuje s českými médii (například Český rozhlas) a množstvím státních orgánů a nevládních organizací.